# Scapheremaeus semiornatus
Scapheremaeus semiornatus är en kvalsterart som beskrevs av Hammer 1979. Scapheremaeus semiornatus ingår i släktet Scapheremaeus och familjen Cymbaeremaeidae. Inga underarter finns listade i Catalogue of Life.